# Dimas Gragera i Velaz
Dimas Gragera i Velaz (Santa Coloma de Gramenet, Barcelonès, 25 de març de 1984) és un polític català, llicenciat en ADE i en Recerca i Tècniques de Mercat per la Universitat Autònoma de Barcelona. Des del maig de 2015 és regidor i portaveu del grup municipal de Ciutadans a l'Ajuntament de Santa Coloma de Gramenet i des del gener de 2018, és Diputat al Parlament de Catalunya.

## Activitat Política
El 2013, es va afiliar a Ciutadans, partit en què va ocupar diferents càrrecs interns fins a esdevenir coordinador local de l'agrupació de Santa Coloma. El 2015, va ser triat candidat a l'alcaldia i es va presentar per primera vegada a les eleccions que van tenir lloc al maig d'aquell mateix any. En aquestes eleccions, Cs va obtenir representació per primer cop en la seva història amb un total de 3 Regidors de manera que es va convertir en Portaveu de la formació a l'Ajuntament.
El 2016, va ser designat com a Coordinador d'Acció Institucional de Cs a la Província de Barcelona i des del febrer de 2017 forma part del Consell General de Cs.
A les eleccions autonòmiques celebrades el 21 de desembre de 2017, Dimas Gragera qui ocupava la posició número 23 a les llistes al Parlament per la província de Barcelona, obté la seva acta de Diputat.
Al maig de 2019, torna a liderar la candidatura de Ciutadans a Santa Coloma de Gramenet, van aconseguir un increment de 23 % del vot respecte al 2015 fet que va suposar l'augment d'un regidor de la seva formació.